# Erannis tiliaria
Erannis tiliaria là một loài bướm đêm trong họ Geometridae.